# Deptropina
Deptropina (Brontina) também conhecida como dibenzeptropina, é um anti-histamínico com propriedades anticolinérgicas. É normalmente comercializado na forma do sal citrato.